# Daniel Vorländer
Pour les articles homonymes, voir Vorländer.
Daniel Vorländer (11 juin 1867 - 8 juin 1941) est un chimiste allemand qui a synthétisé la plupart des cristaux liquides connus jusqu'à sa retraite en 1935.

## Biographie
Vorländer est né en 1867 à Eupen en province de Rhénanie. Il a étudié la chimie à l'université de Kiel, de Munich et de Berlin pour ensuite devenir professeur à l'université de Halle. Vorländer était volontaire lors de la Première Guerre mondiale, au cours de laquelle il a reçu la croix de fer. Il est mort à Halle en 1941.